# Massimo Bontempelli
Massimo Bontempelli (nascut el 12 de maig de 1878, a Como i mort el 21 de juliol de 1960, a Roma) va ser un escriptor i dramaturg italià. És conegut com un dels creadors del corrent literari del realisme màgic i la tercera generació de la Línia llombarda.

## Obra

### Narrativa
- Socrate moderno (1908)
- I sette savi (1912)
- La vita intensa - Romanzo dei romanzi (1920). Traducció catalana de Fina Figuerola i Garreta: La Vida intensa, Eumo Editorial, Vic, 1988. ISBN 84-7602-160-7
- La guardia alla luna (1920)
- La vita operosa (1921). Traducció catalana de Fina Figuerola i Garreta: La Vida trafegosa, Eumo Editorial, Vic, 1989. ISBN 8476021666
- Nuovi racconti d'avventure (1921)
- Viaggi e scoperte (1922)
- La scacchiera davanti allo specchio (1922)
- Ultime avventure (1922)
- Eva ultima (1923)
- La donna dei miei sogni e altre avventure moderne (1925). Obra publicada en català (La dona dels meus somnis i altres aventures modernes) a Barcelona, el 1935, per l'editorial Llibreria Catalònia, en una traducció de Daniel M. Brusés (pseudònim). Nova traducció de Rosa M. Pujol i Mercè Senabre: La Dona dels meus somnis, Barcelona, Editorial Empúries, 1990. ISBN 978-84-7596-219-1
- L'eden della tartaruga (1926)
- Donna nel sole e altri idilli (1928).
- Il figlio di due madri (1929)
- Il neosofista (1929)
- Vita e morte di Adria e dei suoi figli (1930)
- Mia vita, morte e miracoli (1931)
- Stato d grazia (1931)
- La famiglia del fabbro (1932)
- <<522>> Racconto di una giornata (1932)
- Valoria (1932)
- Galleria degli schiavi (1934)
- Gente nel tempo (1937). Traducció catalana de Fina Figuerola i Garreta: Gent en el temps, Eumo Editorial, Vic, 1989. ISBN 978-84-7602-169-9
- Giro del sole (1941)
- Viaggio d'Europa (1942)
- Le notti (1945)
- L'acqua (1945)
- L'ottuagenaria (1946)
- L'amante fedele (1953). Traducció catalana de Carme Arenas: L'amant fidel, Barcelona, Edicions B, 1989. ISBN 978-84-406-1109-3

### Teatre
- La guardia alla luna (1916)
- Siepe a nordovest (1919)
- Nostra Dea (1925)
- Minnie la candida (1927)
- Bassano padre geloso (1934)
- Cenerentola (1942)
- Venezia salva (1947)